# ファッションモデル

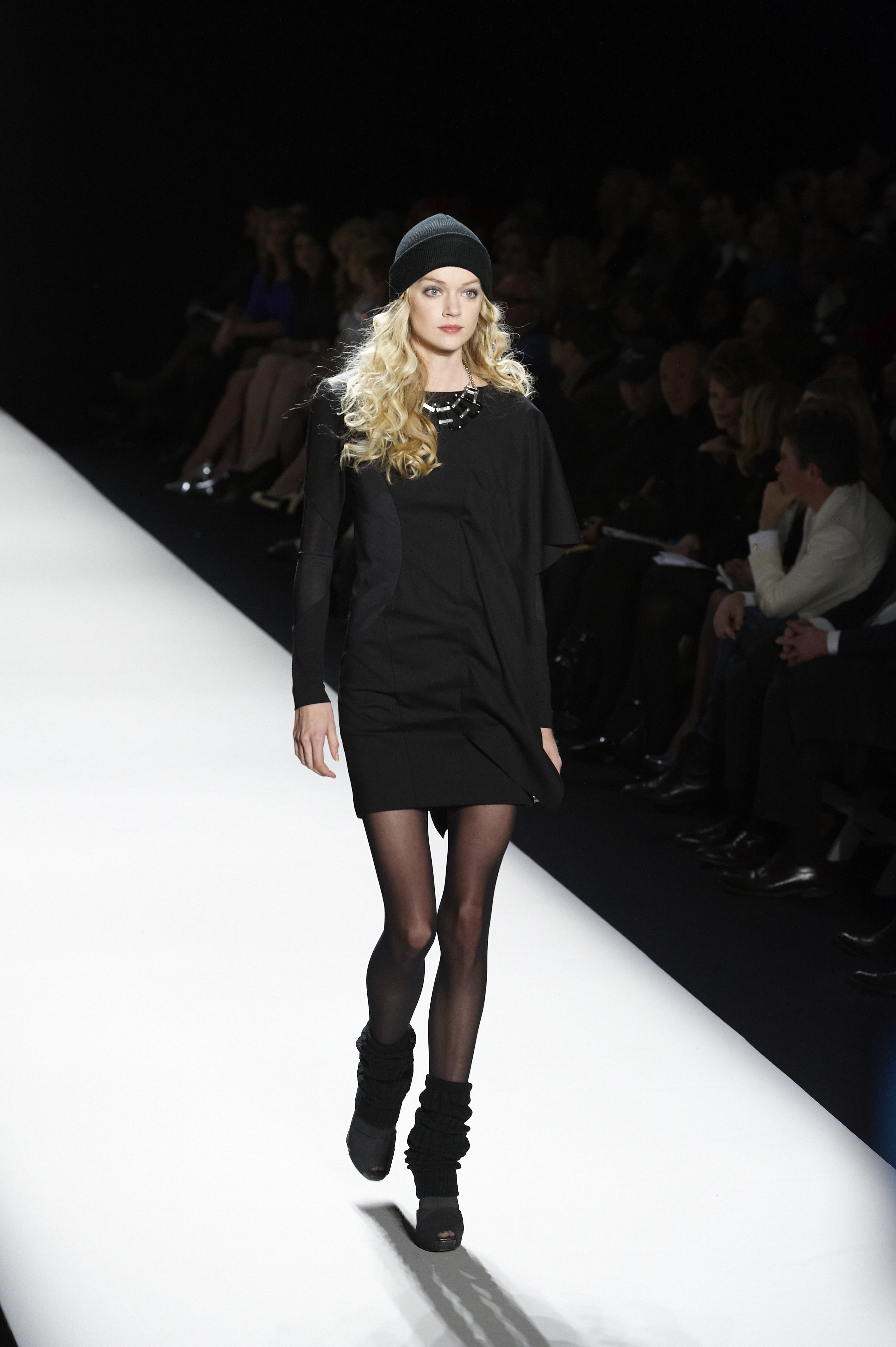
ファッションウィークのランウェイを歩くモデル

ファッションモデル（英: fashion model）とは、ファッションブランドの衣服や装飾品を身に付け、ブランドのイメージとして広告やファッション雑誌の被写体、あるいはファッションショーなどに出演することを職業としているモデルのことを言う。

## 歴史

### 日本

#### 太平洋戦争前、黎明期
太平洋戦争前には映画女優がモデルの仕事をしており、モデルの仕事は女優のアルバイト的な仕事であった。

#### 太平洋戦争後

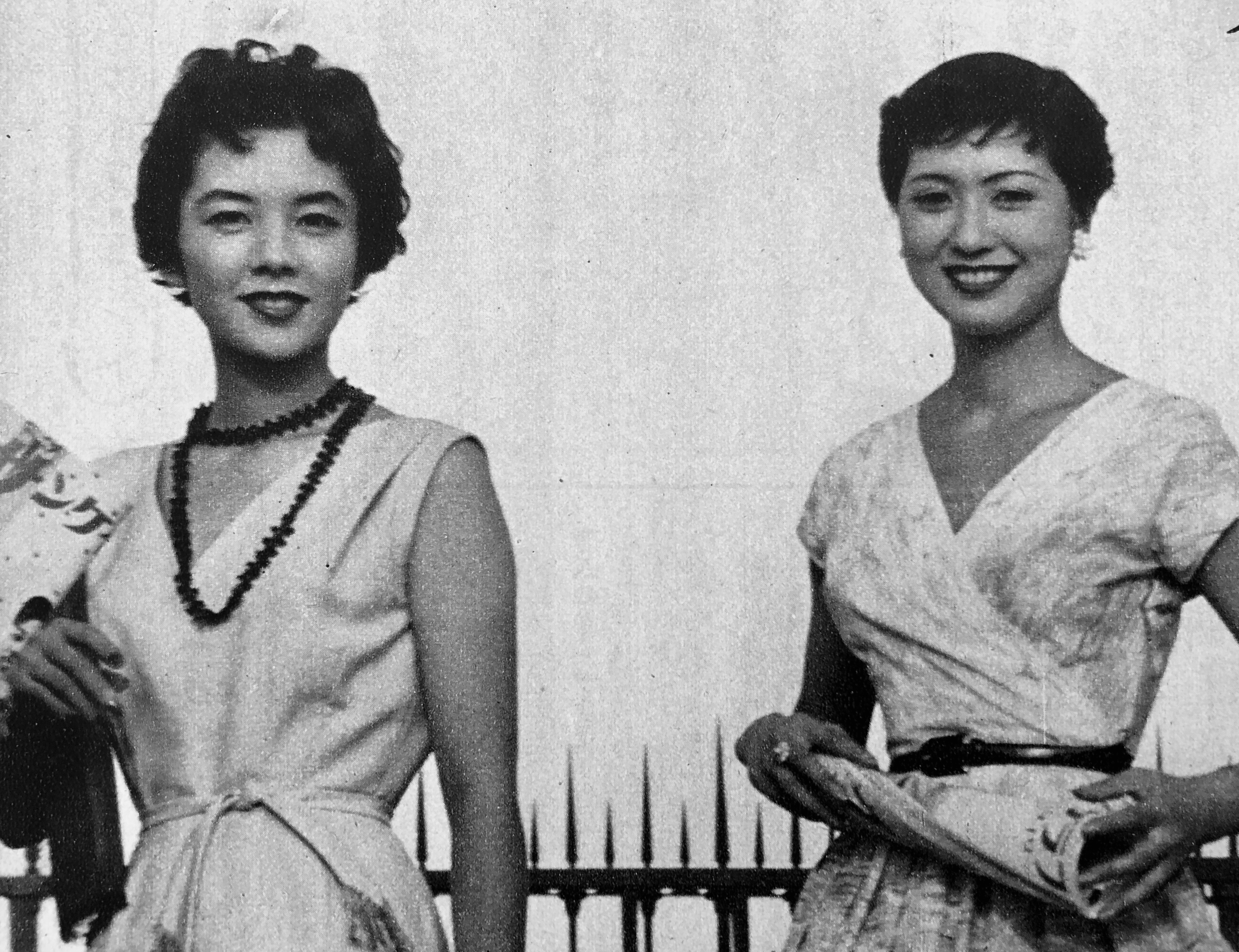
1953年に結成された「ファッション・モデル・グループ（F.M.G.）」のメンバー。左から相島政子、原田良子。

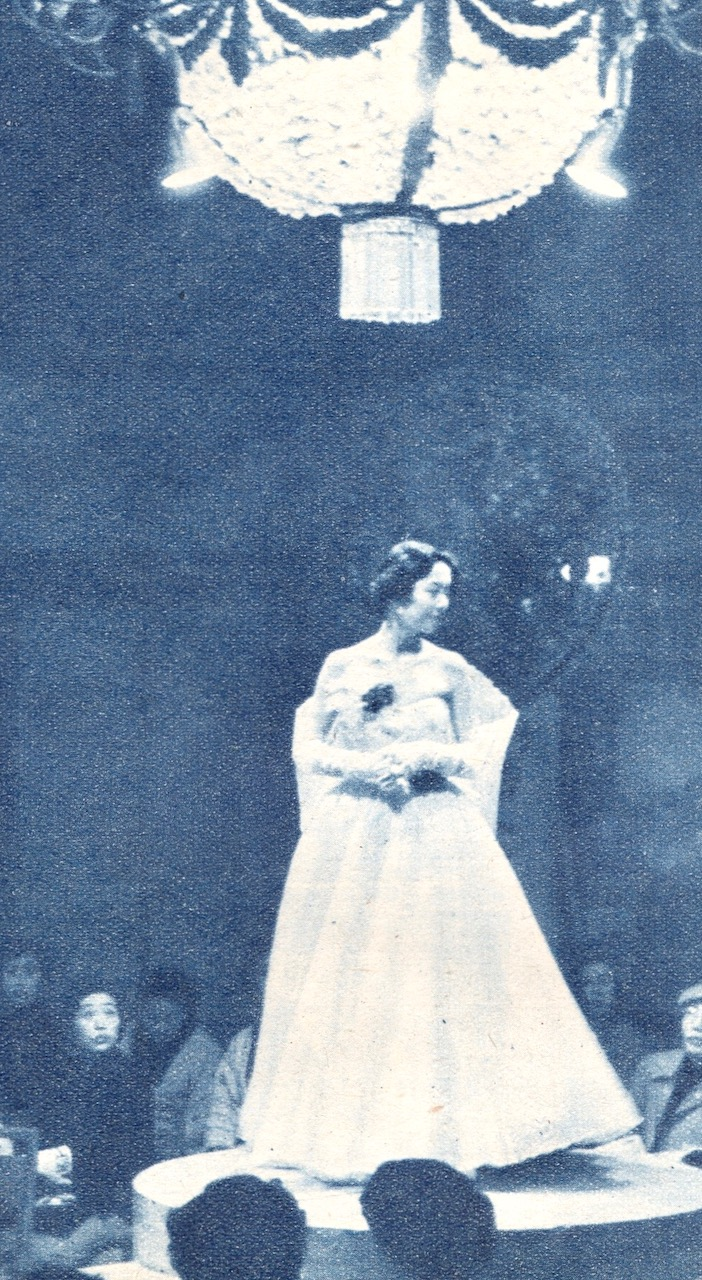
1953年のファッションショーの様子。モデルは相島政子

太平洋戦争後に繊維産業の活況と共にファッションショーが開催されるようになった。当初は日劇のダンサーがモデルを務めたりしたが、1951年に『英文毎日』がファッションコンテストを開催する際に出演する女性を募集し、応募者の中から東京20名、大阪15名が選ばれ、これらが日本のファッションモデル第一号と言われている。この中の伊東絹子が1953年、アメリカで開催された第2回ミス・ユニバース世界大会で第3位に入賞して大きな話題となり、ファッションモデルという職業が社会的に認められるようになった。
1953年、相島政子を代表に伊東絹子や岩間敬子、香山佳子らがファッション・モデル・グループ (FMG)を結成。FMGと前後して、TFMC（東京ファッション・モデル・クラブ）、スミレ・モデル・グループ、SOS（ソサエティ・オブ・スタイル）などのモデル事務所がつぎつぎと設立され、1958年にはモデルという職業が一般化しはじめた。
職業モデルの誕生は日本が一番早く、世界で最初に職業として成立した国である。なぜ日本でモデルという職業が世界に先駆けて成立したかといえば、ヨーロッパではマヌカンと呼ばれる売り子がオートクチュールの店でモデル的な役割を昔から果たしており、モデルとして専業になる必要がなかったことがいえる。ところが日本の場合、一般大衆にファッションを見せて大衆に買ってもらわなければビジネスが成り立たないという戦後の経済状況があり、これが日本のファッションモデルに活躍の場を提供することになったのである。

## 種類
ファッションモデルには、大きく分けて以下の三種類がある。
1. ハイファッション：主には海外、国内の有名ファッションブランドをイメージとする媒体を言う。コレクションのショーや、ファッション雑誌など有名ブランドの広告キャンペーンなど（化粧品、ジュエリー、なども含む）がある。
2. コマーシャル：テレビCMや、ブランド広告（ポスター、カタログ、パンフレット、などを含む）など。
3. パーツ：主に手や足、脚などの部分箇所ごとの専門モデル。身体の一部分に飛び抜けた魅力が要求される。

## 様態
雇用形態としてはモデル事務所への所属や他のマネジメント会社に所属している。よく雑誌の専属モデルと言う言葉を耳にするが、実際にモデル個人が直接、デザイナーや出版社と契約を交わしていることは無く、全てはマネジメント会社を介しての契約となる。ファッション業界は流行がとても早いため、ファッションモデルの寿命は5年から長くて10年程度だと言われており、その後は女優やタレント、デザイナーなどへの転身をはかる者も多い。
1990年代中頃までにデビューした、卓越した世界的知名度とトップデザイナーとのキャリアのあるファッションモデルが、スーパーモデルと言われている。スーパーモデルの人種比率は、購買層を想定して白人が圧倒的多数を占め黒人やモンゴロイドの比率は低い。
日本のファッション雑誌では、1990年代以降ストリートの流行をすばやくキャッチし制作コストを下げる目的もあり、ストリート系のファッション誌を中心に、プロのモデルではなく街頭スナップや読者モデルを多く取り入れる傾向にある。このためモデルは出演料の低下に悩むことになり、プロフェッショナルモデルの減少に繋がった。
ブランドのコレクションショーなどに出演するモデルは、通常175cm以上の高身長である。雑誌に関しては身体のバランスがよければ特別な身長の高さは求められないが、170cm前後を満たしているモデルが多い。また、雑誌、CMのモデルなどにはカメラの前での動きのよさや、いわゆるフォトジェニックであることも要求される。日本国外においていわゆるハイファッションの仕事をこなすモデル達は、ほとんどの場合これらの条件をクリアしている。
パリ、ミラノ、ロンドン、ニューヨークのファッション・ウィークのモデルは現地モデル事務所に所属しオーディションを受けるが、現地ブランドにモデル採用されるまでの交通費・宿泊費・食事代はモデル個人の持ち出しなので、それに見合うギャランティーが稼げないモデルは淘汰される。
パーツモデルの場合は身体の一部分にのみに特別な美しさが要求されるため、全体的な身長やプロポーションは全く問われない。ただし、モデルとなるパーツに傷をつけたり怪我をしないように、日常生活においての細心の注意を払っている。「手タレ」「足タレ」などという呼称は彼、彼女らがタレントではなくモデルであることから、ふさわしい呼称とは言い難く、本人達もこれを嫌う傾向がある。

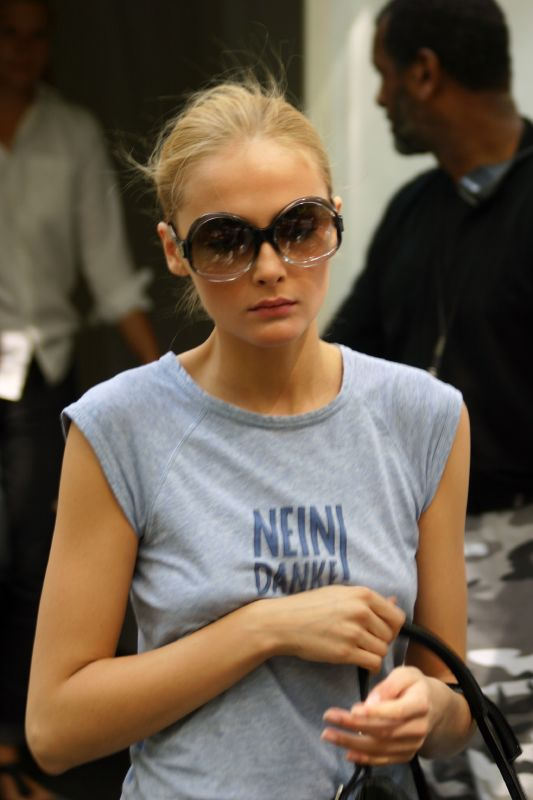
シャネル・イマンなどと並び立つ「極細モデル」としての言及をしばしば受けてきたスネジャナ・オノプカは、いわゆるコーカソイドとしては異例の14.6というBMIを一時的ながらも計上し高い人気と需要を維持してきた。

## 痩せ過ぎモデル
2006年の暮れにアナ・カロリナ・レストンというブラジル人モデルが拒食症を原因として死亡。この事件が発端となって「痩せ過ぎ」のモデルについての議論が過熱した。これを受けてスペインおよびイタリア政府は「痩せ過ぎモデルは少女達に誤った美の観念を与える危険性がある」として、BMIが18未満のファッションモデルのファッションショー出演を禁止。 米国、フランスおよびイギリスにあっては、規制ではなく啓蒙という形でこの問題に取り組んでゆくとの発表が行われた。 この事件をきっかけに、痩せすぎが原因で死亡したモデルの事例が次々に発覚し、痩せ過ぎを不健康であるとする指摘が強まった。
2009年には、ラルフローレンの起用したフィリッパ・ハミルトンというモデルの日本向けの広告写真が、細く見せるための過剰なデジタル修正を施されていたことが話題となり、多くのマスメディアによって取り上げられるに至っている。
痩せ過ぎモデルの出演禁止には、出演するモデル達の間でも賛否両論がある。生来の代謝能力の高さなどで自然状態で痩せ身というモデルもいることから、全てを規制することは難しく、基準を作ったとしても、痩せ過ぎ自体がすぐに改善されるわけではないという声が多い。
西洋ファッション界随一の有力者で“ファッションの帝王”の異名を持つカール・ラガーフェルドは、こうした論争の流れのなかで次のような発言を行い、賛否両論を受ける結果となった。
| 「 | まああれだね。ポテトチップの袋を抱えてテレビの前にでーんと陣取っとる太ったおっかさん方だよ。あれらがぶつくさ文句を言っとるわけだ。やれ細いモデルは醜いと。 夢と幻想の世界なのだよファッションは。丸々とした女なんぞ誰が見たいものか。 | 」 |

2010年度の一時期にあっては、ファッション界における「ふっくら体型」の許容という現象が報告されもした。しかしながらこれはあくまで表面的な「見せ掛け」に過ぎないもので、「本音」はやはり痩身の礼賛にあるとする見方が示されている。メインストリームにおける需要は相変わらず痩せ身のモデルに集中しているからである。

### 各国の反応と対応
イタリア
- 16歳以下のモデルはファッションショーの出演禁止。
- BMI値が18以下のモデルは出演禁止。
- モデルは事前に健康診断書を提出しなければならない。
- 最終判断は医師に任す。
- 10代 - 80歳までの女性8000人のサイズを測定し、「平均サイズ」の見直しを行った。

フランス
- BMI値が18.5以上。

アメリカ
- 大きなファッション市場を持つ国の1つであるが、規制はまだされていない模様。

日本
- 各デザイナーに判断が任されており、厳密な基準は定まっていない。日本でも痩せ過ぎモデルに関するニュースは大々的に取り上げられているが、それが視聴者、ファッション業界に直接影響を与えているとはいえない。

## 用語・その他
ブックとコンポジット
ブックとはモデルにとって営業用の資料ファイルと言ってよい。自身がこれまでに出演したショーや雑誌、又はイメージ資料としての写真をファイルしているもので、仕事に行く時には必ず携帯している。
新しい現場やオーディションなどで、相手に自分がどのようなセンス、イメージ、モデルとしての能力を持っているかをひと目で簡単に理解してもらうために、とても重要なものである。
他には、名刺代わりとしてコンポジットと呼ばれる、これも同じくこれまでの仕事に関する資料をプリント印刷して、更に身体のサイズを記載したカードがある。この2点は世界中のモデルに共通する重要仕事アイテムである。
スーパーモデル
世界的に有名なファッションショーに出演し、世界的な知名度、人気を得ているモデルのことを言う。アメリカでは1990年代にスーパーモデルブームが起り、数々の人気スーパーモデルが輩出された。
普段のファッション私服は勿論のこと言動、私生活にまで関心を集め、時に、その言動は世の中の社会現象を起すこともありうる。
プラスサイズモデル
標準サイズよりも太ったモデルのことを言う。太さは三段腹程度から完全に腹が出ている者まで様々。
モグラ女子
2016年ごろから日本で使われるようになった造語。グラビアアイドルとしてもファッションモデルとしても活躍する人物を指す。
馬場ふみか、久松郁実、内田理央、大川藍、泉里香、武田玲奈、石川恋、朝比奈彩、松元絵里花、武田あやな、松本愛、大澤玲美らが活躍している。